# Let Us Move On
"Let Us Move On" là ca khúc của nữ ca sĩ kiêm nhạc sĩ người Anh, Dido, có phần góp giọng của nghệ sĩ hip hop người Mỹ, Kendrick Lamar. Ca khúc được phát hành tại thị trường Anh Quốc ngày 17 tháng 12 năm 2012 dưới dạng đĩa đơn quảng bá cho album phòng thu thứ tư của cô, Girl Who Got Away (2013). Ca khúc do Kendrick Lamar, Dido Armstrong, Rollo Armstrong, Jeff Bhasker và Pat Reynolds sáng tác.

## Bối cảnh sản xuất
Dido nói về ý nghĩa của bài hát khi đăng trên tài khoản Twitter của mình: "Just that life is long and bad times will pass x"

## Video ca nhạc

### Video lời nhạc
Video phần lời được ra mắt trên YouTube ngày 18 tháng 12 năm 2012, với độ dài bốn phút 21 giây.

## Danh sách bài hát
| Tải nhạc số | Tải nhạc số                                    | Tải nhạc số |
| STT         | Nhan đề                                        | Thời lượng  |
| ----------- | ---------------------------------------------- | ----------- |
| 1.          | "Let Us Move On" (hợp tác cùng Kendrick Lamar) | 4:31        |

## Những người thực hiện
- Sáng tác bởi Dido Armstrong, Rollo Armstrong, Jeff Bhasker, Kendrick Lamar và Pat Reynolds
- Được sản xuất bởi Rollo và Dido
- Phối khí bởi Ash Howes, Rollo và Dido
- Xây dựng bởi Pawel Sek
- Thu âm tại Enormous Studios, LA và Ark Studios
- Hát chính bởi Dido và Kendrick Lamar
- Giọng nền bởi Jeff Bhasker
- Tất cả các nhạc cụ chơi bởi Jeff Bhasker
- Đàn organ và bass bởi Ash Howes
- Drum bởi Plain Pat và Rollo
- Đảm nhiệm bởi Tom Coyne tại Sterling Sound

Phần này được ghi lại từ album Girl Who Got Away.

## Diễn biến trên bảng xếp hạng

### Xếp hạng tuần
| Các bảng xếp hạng (2013)             | Thứ hạng cao nhất |
| ------------------------------------ | ----------------- |
| South Korea Gaon International Chart | 24                |

## Lịch sử phát hành
| Khu vực  | Ngày                 | Định dạng   | Hãng đĩa                 |
| -------- | -------------------- | ----------- | ------------------------ |
| Anh Quốc | 17 tháng 12 năm 2012 | Tải nhạc số | Sony Music Entertainment |